# Bernard Sumner
Bernard Sumner (* 4. ledna 1956), také známý jako Bernard Albrecht, je anglický zpěvák, skladatel, hudebník a nahrávací producent. Je zakládajícím členem kapel Joy Division a New Order, a také byl jeden z prvních hudebníků, kteří se vydali směrem k realizaci electronicy a synthpopu.
Je oceňován za upravování a progresi britské taneční muziky a popularizace technologických pokroků sekvencerů. V devadesátých letech spolupracoval s bývalým kytaristou The Smiths Johnnym Marrem v kapele Electronic.